# 埃斯库里亚尔
埃斯库里亚尔，是西班牙埃斯特雷马杜拉卡塞雷斯省的一个市镇。总面积101平方公里，总人口893人（2001年），人口密度9人/平方公里。